# Oenococcus oeni
Oenococcus oeni ist ein grampositives Bakterium aus der Ordnung der Milchsäurebakterien (Lactobacillaceae). Dieses Bakterium wurde bis 1995 zur Gattung Leuconostoc gezählt, gilt heute aber mit Oenococcus kitaharae und Oenococcus alcoholitolerans als Mitglied der Gattung Oenococcus. Kennzeichnend für diese Bakterien ist die Milchsäuregärung, ein fermentativer Stoffwechsel, bei dem Milchsäure als Endprodukt auftritt. Oenococcus oeni ist obligat heterofermentativ. Neben Milchsäure treten hierbei auch andere Stoffwechselendprodukte, wie z. B. CO2, Acetat (Essigsäure) und Ethanol (Alkohol) auf, während bei der homofermentativen Milchsäuregärung ausschließlich Milchsäure entsteht. Vom Menschen wird Oenococcus oeni bei der Weinherstellung genutzt.

## Merkmale
Oenococcus oeni ist acidophil, zeigt also gutes Wachstum bei niedrigen pH-Werten. Die Zellen sind kokkenförmig. Oenococcus oeni toleriert große Mengen von Alkohol (Ethanol) und kann in Medien mit 10 % Ethanolanteil kultiviert werden.

## Nutzung durch den Menschen
Oenococcus oeni kommt natürlich in Frucht-Maische vor.
Dieser Mikroorganismus wird in der Weinproduktion eingesetzt, da er die Fähigkeit besitzt, durch Milchsäuregärung Äpfelsäure in Milchsäure umzuwandeln (Malolaktische Gärung). Dadurch wird der Säuregehalt des Weines verringert, der somit einen milderen Geschmack bekommt.

## Bildung von Diacetyl
Oenococcus oeni kann aus Citrat Diacetyl bilden, eine Verbindung mit typischem Buttergeschmack. In geringen Konzentrationen trägt es zum Aroma bei, in größeren Mengen jedoch verdirbt es den Wein.

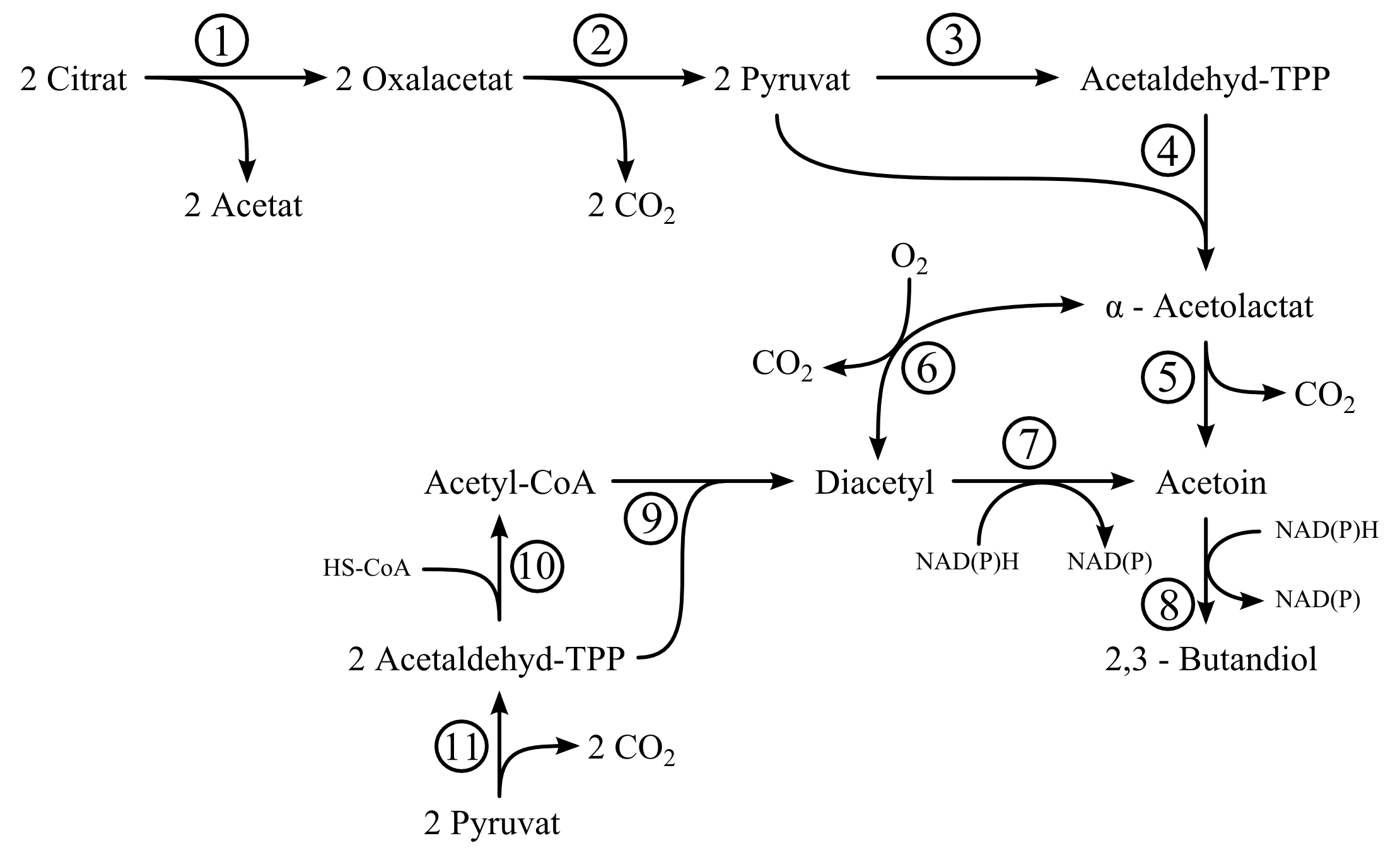
Der Stoffwechselweg zur Herstellung von Diacetyl aus Citrat, bzw. Pyruvat. 1: Citratlyase 2: Oxalacetatdecarboxylase 3: Pyruvatdecarboxylase 4: Acetolactatsynthase 5: Acetolactatdecarboxylase 6: Oxidative Decarboxylierung 7: Diacetylreduktase 8: Acetoinreduktase 9: Diacetylsynthase 10: Transacetylase 11: Pyruvatdecarboxylase Verändert nach: Bartowsky und Henschke, 2004

## Systematik und Evolution
Die Familie Leuconostocaceae  wurde im Jahr 2009 von K.H. Schleifer aufgestellt. Weitere genetische Untersuchungen führten im Jahr 2020 zu der Auflösung der Familie, die Gattungen wurden der Familie Lactobacillaceae zugeordnet.
Außer Oenococcus zählten zu den Leuconostocaceae noch einigen anderen Gattungen, wie Leuconostoc und Weissella. Diese wurden innerhalb der Phylogenie zusammen mit weiteren Gattungen wie  Lactobacillus, Lactococcus, Enterococcus und Carnobacterium (alle typische Milchsäurebakterien) zu den sogenannten "Clostridium-Zweig" (englisch: Clostridium branch) gestellt, sie sind also evolutionär eng miteinander verwandt. Neben Oenococcus oeni wird seit 2006 die Art Oenococcus kitaharae sowie seit 2015 die Art Oenococcus alcoholitolerans zu der Gattung Oenococcus gestellt. Letztere wurde erstmals 2014 aus Fermentationsbottichen für Cachaça in Brasilien isoliert und ein Jahr später offiziell als neue Spezies innerhalb der Gattung anerkannt.
Oenococcus oeni steht aufgrund von 16s-rRNA-Untersuchungen im Vergleich zu Arten von Leuconostoc und Weisella weiter entfernt auf dem phylogenetischen Ast und scheint in bei Weissella und Leuconostoc eher konservierten Punkten der rRNA stärker zu variieren. Oenococus oeni scheint somit eine besonders schnelle Evolutionsrate aufzuweisen. Hierbei spricht man von einer tachytelischen Evolutionsrate, der Gegensatz ist die bradytelische Rate, also extrem langsam verlaufende Veränderungen in der Evolution. Allerdings wurde die Annahme einer tachytellischen Evolutionsrate bei Oenococcus oeni wieder in Frage gestellt